# Заводской (Томская область)
Заводской — посёлок в Парабельском районе Томской области России. Административный центр Заводского сельского поселения. Население 367 чел. (2021) .

## География
Находится в центральной части региона, в лесной местности, на р. Падога, запруженной на южной окраине посёлка.
уличная сеть
- Переулок: Промышленный пер.
- Улицы: ул. 60 лет СССР, ул. Ветеранов, ул. Забайкальская, ул. Зелёная, ул. Мира, ул. Новостройка

Климат
Находится на территории, приравненной к районам Крайнего Севера.

## История
В соответствии с Законом Томской области от 15 октября 2004 года № 225-ОЗ посёлок возглавил образованное муниципальное образование Заводское сельское поселение.

## Население
| 2002 | 2010 | 2012 | 2013 | 2014 | 2015 | 2021 |
| ---- | ---- | ---- | ---- | ---- | ---- | ---- |
| 394  | ↘390 | ↗391 | ↘389 | ↘376 | ↘366 | ↗367 |

Национальный состав
Согласно результатам переписи 2002 года, в национальной структуре населения русские составляли 93 % от общей численности населения в 394 чел..

## Инфраструктура
Нет данных.

## Транспорт
Автодорога Парабель — Новиково.